# 椎名香奈江
椎名 香奈江（しいな かなえ、1990年3月22日 - ）は、日本の女優、グラビアアイドル。前芸名、森 香奈江（もり かなえ）。女性アイドルグループ・asfi（アスフィ）の元メンバー。東京都出身。

## 経歴
3人姉弟の長女（弟が2人いる）として出生。中学時代はバスケットボール部、高校は陸上部に入っていた。
人見知りが激しかったため、小学4年生の時（2000年）、エキストラ事務所に所属したのが芸能界入りのきっかけ。
もっと演技の勉強がしたくなり大学在学中にワタナベエンターテインメントカレッジでレッスンを受け、カレッジ卒業後にDAYSTARと契約しタレント活動を始める。2011年7月から3人組ユニット『すぅいーとにゃんにゃん』としてユニット活動するも、程なくして解散。
2013年、所属事務所をフィットワンに移籍し、現芸名である「椎名香奈江」に改名。同年4月より、アイドルユニット『asfi』に加入。2015年6月7日、渋谷DESEOのライブで卒業するまで、2年2か月間在籍した。
2014年8月、汐留グラビア甲子園にて準グランプリに選ばれる。同年、舞台『ヴェニスのSHOW IN ショーニン』に出演。初のグラビアDVD『純情について』がギルドより発売される。同年秋にはミスFLASH2015にエントリーされるも、グランプリ受賞はならなかった。
2015年、DVD『柔肌によせて』がラインコミュニケーションズより発売される。同年、舞台『STAR次郎長』でヒロインを演じる。
2016年、舞台「ホンキー!トンキー!クライング!」にて初主演。
2019年1月、AbemaTV「全日本演技派グラドルコンテスト」優勝。
2020年11月22日、一般男性との結婚をSNSで発表した。
2021年3月31日、フィットを契約満了に伴い退所し、フリーランスになる。

## 略歴
経歴のように女優志望であったが、オーディションに受かる事務所がことごとくグラビア系だったため「なるほど、わたしはここなのだ」と納得しフィットワンに所属。グラビアと並行して舞台演劇の仕事も叶っているため、結果としてよかったという。
「全身おっぱい椎名ぱいです」という自己紹介がある。胸は本人が20歳の時に「1か月に1カップずつ大きくなった」時があったというほど急成長したという。
高校3年の時に両親が離婚。性に開放的な家に育ったせいか、離婚後も父の家の片づけと称するバイトをしており、父に勧められエロ漫画を読んでいた。
管理栄養士の資格を持っている。
胸に絵をかく「パイアート」としても知られる。

## 作品

### DVD
- 純情について（2014年7月24日、ギルド）
- 柔肌によせて（2015年7月20日、ラインコミュニケーションズ）
- 恋しいな/椎名香奈江（2017年10月27日、メディアブランド）
- 僕らの、しーなぱい（2019年12月20日、エスデジタル）

## 出演

### テレビドラマ
- 真夜中の百貨店～シークレットルームへようこそ～ 第47話「正直者とスイーツ」（2017年、BSジャパン） - 看護師 役
- 命売ります （2018年、BSジャパン） - キャバクラ嬢 役
- 逃亡花（2018年、BSジャパン） - リポーター 役
- 極道めし（2018年、BSジャパン） - 峰うらら 役
- サイレント・ヴォイス 行動心理捜査官・楯岡絵麻  （2018年、BSジャパン） - 林田シオリ 役
- それを愛とまちがえるから（2019年、WOWOW）- メルモちゃん 役
- サイレント・ヴォイス特別編（2020年、BSテレ東） - 林田シオリ 役
- サイレント・ヴォイス 行動心理捜査官・楯岡絵麻 Season2（2020年、BSテレ東） - 林田シオリ 役

### ウェブドラマ
- 御曹司ボーイズ（2019年、ABEMA） - 女生徒 役

### テレビバラエティ
- くりぃむZONE（2019年1月1日、テレビ朝日）
- くりぃむナンチャラ（2019年1月12日、テレビ朝日）くりぃむZONE完全版として
- いいねの森（2020年10月22日、テレビ朝日）

### テレビ 衛星放送
- 「透明彼女 season8」#8（2019年、V☆パラダイス）

### ウェブテレビ
- モヤモヤさまぁ〜ず2（配信オリジナル） しこしこさまぁ～ず3（2017年11月5日、ネットもテレ東、テレビ東京YouTube ch）
- スピードワゴンの月曜The NIGHT（2017年12月19日、2018年1月23日、5月15日、6月4日、2019年7月23日、AbemaTV）[30]　番組で次世代グラドル女王に選出以降、不定期出演。2018年7月23日の女性準レギュラー決定戦にも出演[31]
- グラドルVSセクシー女優！水泳大会2018春（2018年3月23日、AbemaTV AbemaGOLD）[32]
- ぶるぺん（2018年6月、GYAO!）[33]
- 【全日本○○グラドルコンテスト】アビリティ（2019年1月19日[34]、AbemaTV）

### 舞台
- LOVE&FAT FACTORY「ヴェニスのSHOW IN ショーニン」（2014年9月23日 - 28日、下北沢・Geki地下Liberty） - 上岡千春・野沢 役
- LOVE&FAT FACTORY「リングのマクベス〜ファイアー女子プロレス〜[35]」（2015年4月30日 - 5月4日、中目黒・ウッディシアター） - 熊田千代子 役
- LOVE&FAT FACTORY「STAR次郎長」（2015年8月12日 - 19日、下北沢・シアター711） - ヒロイン レイアお蝶姫 役
- LOVE&FAT FACTORY「リングのマクベス2〜リングはハムレット〜[36]」（2016年2月17日 - 21日、ウッディシアター） - 熊田千代子 役
- 劇団SPACE☆TRIP第10回公演「ホンキー!トンキー!クライング!」（2016年4月29日 - 5月1日、学芸大学・千本桜ホール） - 主演 小村亜鶴 役
- u-you company 16th STAGE「MASTER IDOL」（2016年5月25日 - 30日、Geki地下Liberty） - アイドルチーム 朱里 役
- 骸骨ストリッパー「モノノケ・クリスマス[37]」（2016年12月9日 - 11日、三鷹・武蔵野芸能劇場） - ヒロイン 栞 役[38]
- 劇団SPACE☆TRIP第11回公演「君が予む物語～パーリーエスパーピーポーズ～」（2017年1月13日 - 15日、千本桜ホール） - 主演 佐伯知世 役
- 劇団SPACE☆TRIP第12回公演「地球防衛レストラン～緊急事態のフルコース～」（2017年5月12日 - 14日、千本桜ホール） - ロサン・ジノマ・ナデシ（宇宙人） 役
- ゴブリン串田プロデュース公演「源's egg」（2017年7月18日 - 23日、下北沢・楽園） - 主演 源輝輝 役
- M-SMILE「まいっちんぐマチコ先生～臨海学校で人魚伝説!そんな事ってアリエル?の巻～」（2017年8月17日 - 20日、ブディストホール） - キョンシー 楊貴妃 役
- 劇団SPACE☆TRIP第13回公演「門星家の秘密 第三夜～史上最大の家族喧嘩！魔界のシシャたち大襲撃で大迷走！～」（2017年10月27日 - 29日、千本桜ホール） - ルビー役
- Q商会第6回公演「ファイナルテスト」（2018年3月2日 - 4日、ワニズホール） - 主演 エーコ役
- 舞台版まいっちんぐマチコ先生～令和元年スタート!YOU タチニツグ!シン・ニホンジンハダレダ！の巻～（2019年2019年5月2日 - 6日、ブディストホール）[39] - 主演 マチコ先生役
- 楽園の女王（2019年5月29日 - 6月4日、新宿シアターモリエール） - フィオナ 役[40]

## 作品

### 連載
- パイアートカレンダー（2018年1月 - 11月30日、週プレNEWS）[33]
  - クラウドファンディングにより写真集化することが決定した[41]。